# 円光寺 (台東区)
円光寺（えんこうじ）は、東京都台東区にある臨済宗妙心寺派の寺院。

## 歴史
1699年（元禄12年）、周足院月相一円の開基である。開基の周足院月相一円は1691年（元禄4年）に死去しているので、関係者等が「追福」の意味を込めて創建したものと推測される。
当寺は「藤寺」として知られている。江戸時代は藤の花見目的で参詣する者が多かったという。現在も藤を見ることができる。

## 交通アクセス
- JR東日本鶯谷駅より徒歩約7分（経路案内）。
- 日比谷線入谷駅4番出口より徒歩約7分（経路案内）。